# Sergio Melnick
Sergio Raúl Melnick Israel (Santiago, 27 de junio de 1951-Santiago, 11 de abril de 2024) fue un economista, escritor y político chileno. 
Fue gerente general de varias empresas, director ejecutivo de los canales de televisión Universidad de Chile Televisión y La Red, ministro de Estado durante la dictadura militar encabezada por Augusto Pinochet, y panelista de programas de conversación. Fue electo concejal por Las Condes para el período 2021-2024 con el 16,42 % de los votos, la primera mayoría en dicha comuna.

## Biografía
Estudió la enseñanza media en el Colegio International School Nido de Águilas y la Alianza Francesa. Estudió Ingeniería Comercial con mención en economía en la Universidad de Chile. Completó su carrera universitaria entre 1970 y 1973, egresando en tiempo récord de siete semestres. Posteriormente realizó un Ph.D. in Planning/Futures Research y un M.A. in Interdisciplinary Estudies en la Universidad de California, Los Ángeles, donde también fue ayudante. Hizo su tesis de doctorado con el decano de la Facultad de Planificación, Dr. Harvey Perloff. Empezó su carrera de profesor en la Facultad de Economía de la Universidad de Chile, a los 23 años. En 1981 fue nombrado director del Departamento de Economía de la Facultad, y en 1984 fue decano de la misma facultad. Logró el rango de profesor titular de esa universidad en 1986.
Fue consultor de la CEPAL, y PNUMA (programa de las Naciones Unidas para el Medio Ambiente), entre 1974 y 1976. Fue Jefe del Departamento de Inversiones de ODEPLAN a inicios de los 80, y posteriormente Ministro de Planificación entre 1987 y 1989. Trabajó como vicepresidente ejecutivo del Canal 11 de la Universidad de Chile (1983-1985). Después fue uno de los fundadores del canal de televisión La Red (1991), y su director ejecutivo. Fue columnista de la revista Hoy, y también de la revista Señal de Unisys.
El 20 de marzo de 1987, fue el único sobreviviente de un accidente aéreo ocurrido en San Felipe, luego que la aeronave de la línea Aeroguayacán cayera sobre unos duraznales. Los demás ocupantes de la nave fallecieron en el instante.
Melnick apoyó la candidatura de Augusto Pinochet para el Plebiscito nacional de Chile de 1988, indicando que su péndulo dictaminaba que ganaría. Fue acusado por Francisco Javier Cuadra como el ideólogo de la derrota, como de intentar planear un cambio en la Constitución para que Pinochet desconociese los resultados y los comicios, para así continuar en el poder. También apoyó la candidatura a senador del economista Rafael Garay, que tiempo después fue condenado por delitos de estafa.
Se desempeñó como gerente general y miembro del directorio de varias empresas: HNS, SQM, Chilectra, Banco Edwards, Chilefilms, Harley Davidson, Toronto Capital y Tramaca, entre otras. 
Fue comentarista de tecnología en Televisión Nacional de Chile en los años 1980, panelista del programa Claves y sentidos (1998) de UCV Televisión, panelista del programa de actualidad Tolerancia cero (2005-2008) de Chilevisión, y también panelista del programa Manos libres (2008) de Mega. Desde 2008 participó como panelista permanente de los días viernes en el programa radial Conectados con Agricultura en la radio homónima, conducido por Sergio "Checho" Hirane, siendo columnista estable en los blogs del diario La Segunda.
Sus temas preferentes eran la tecnología, estrategia, innovación, management, awareness, creatividad, y espiritualidad. Melnick ha sido criticado por el formato de sus presentaciones.
Para las elecciones municipales de Chile de 2021, fue candidato a concejal por Las Condes, apoyado por Gonzalo de la Carrera. En dicha elección obtuvo la primera mayoría, resultando electo con la mayor cantidad de votos a nivel nacional de las elecciones de concejales.
Durante la tarde del 11 de abril de 2024, la cuenta de X de la Municipalidad de Las Condes comunicó el deceso de Melnick a los 72 años producto de un cáncer de estómago.

## Publicaciones
Escribió libros relacionados con los negocios, junto a otros coautores:  
- con José Miguel Barraza escribió 
  - E-business Sí o Sí,[17]
  - ETAN, Estrategia, Tecnología, Adaptabilidad y Negocios,[18]
  - Modelo Drivers De Valor Para Los Negocios Y Organizaciones Modernas.[19] (Melnick, Barraza, Galindo, Guiraldes)
- Su lado esotérico se deja ver a través del libro 
  - El Arca De Moed y Su Viaje Por El Tiempo,[20] el cual lanzó en mayo de 2009.
- Junto al abogado y tarotista Jaime Hales, han escrito dos libros de actualidad nacional, 
  - ¿Por qué no te callas?[21] y
  - Los 100 que mandan en Chile,[22]

## Historial electoral

### Elecciones municipales de 2021
- Elecciones municipales de 2021, para el concejo municipal de Las Condes[23]

| Candidato                             | Pacto                        | Partido | Votos  | %     | Resultado |
| ------------------------------------- | ---------------------------- | ------- | ------ | ----- | --------- |
| Sergio Melnick Israel                 | Republicanos                 | ILXO    | 23 533 | 16,44 | Concejal  |
| Julio Dittborn Cordua                 | Chile Vamos                  | UDI     | 9331   | 6,51  | Concejal  |
| Isidora Alcalde Egaña                 | Frente Amplio                | RD      | 7484   | 5,23  | Concejala |
| Patricio Bopp Tocornal                | Chile Vamos                  | UDI     | 7234   | 5,05  | Concejal  |
| Catalina San Martín Cavada            | Chile Vamos                  | EVO     | 5516   | 3,85  | Concejala |
| Vanessa Kaiser Barents-Von Hohenhagen | Republicanos                 | PRCh    | 5375   | 3,76  | Concejala |
| Marta Fresno Mackenna                 | Chile Vamos                  | UDI     | 3859   | 2,70  |           |
| Gabriela Pazos Núñez                  | Ecologistas e Independientes | PEV     | 3850   | 2,69  |           |
| Luis Hadad Acevedo                    | Chile Vamos                  | RN      | 3630   | 2,54  | Concejal  |
| Catalina Ugarte Millán                | Republicanos                 | PRCh    | 3506   | 2,45  | Concejala |
| Javiera Kretschmer Soruco             | Chile Vamos                  | EVO     | 3617   | 2,53  | Concejala |
| Francisca Hernández Cáceres           | Unidos por la Dignidad       | PDC     | 3460   | 2,42  |           |
| Marcelo Carvallo Ceroni               | Unidad por el Apruebo        | PS      | 2927   | 2,05  |           |
| Gala Barrazueta Gallardo              | Frente Amplio                | CS      | 2832   | 1,98  |           |
| Ricardo Cortés Ballerino              | Chile Vamos                  | EVO     | 2593   | 1,81  |           |
| Marie Mayo de Goyeneche               | Republicanos                 | PRCh    | 2563   | 1,79  | Concejala |